# Разомкнутый круг
«Разомкнутый круг» (англ. The Broken Circle Breakdown) — бельгийский драматический фильм режиссёра Феликса Ван Грунингена. Картина удостоена кинопремии «Сезар» и была номинирована на «Оскар» 2014 года в номинации «Лучший фильм на иностранном языке», а также получила приз зрительских симпатий в программе «Панорама» 63-го Берлинского международного кинофестиваля.
Мировая премьера фильма состоялась 10 октября 2012 года, в России фильм был выпущен 16 января 2014 года.

## Сюжет
Действие фильма происходит в Бельгии в Генте. В нём показывается семилетний период жизни его главных героев, Дидье и Элизы, с того момента, как они встречаются друг с другом. Особенностью сюжета является то, что события демонстрируются не в хронологическом порядке, сцены из прошлого и настоящего героев идут вперемешку друг с другом.
Элиза работает татуировщиком, а Дидье — бывший панк, который играет на банджо в группе исполняющей песни в стиле блюграсс, а также большой поклонник американского образа жизни считающий Америку землёй свободы. После знакомства и начала бурных любовных отношений Элиза однажды узнаёт о том, что она уже на третьем месяце беременности. Дидье поначалу шокирует эта новость, так как он совсем не хотел ребёнка, но они решают его оставить. У них рождается дочь, которую они называют Мэйбелл. Несмотря на рождение дочери, Дидье интересуется только музыкой и алкоголем, а Элиза присоединяется к его группе в качестве певицы.
В возрасте шести лет у Мэйбелл диагностируют лейкоз и она вынуждена начать проходить долгий курс химиотерапии. Внимание Дидье и Элизы полностью переключается на дочь, но однако ни лечение, ни забота не помогают ей и девочка умирает. Сперва Дидье и Элиза начинают обвинять друг друга в произошедшем, а потом каждый из них пытается самостоятельно справиться с горем, но это не получается. Итогом этой истории становится самоубийство главной героини фильма.

## В ролях
| Актёр               | Роль             |
| ------------------- | ---------------- |
| Йохан Хелденберг    | Дидье Бонтинк    |
| Верле Батенс        | Элиза Вандевельд |
| Нелл Каттриссе      | Мэйбелл          |
| Герт Ван Рампелберг | Уильям           |
| Нильс Де Кастер     | Йок              |
| Робби Клейрен       | Джимми           |
| Берт Хейсентрейт    | Джеф             |
| Ян Бейвут           | Кун              |
| Бланка Эрман        | Дэнис            |

## Критика
Фильм получил в основном положительные отзывы. На сайте Rotten tomatoes рейтинг фильма равен 79% и составляет среднюю оценку в 7.4 балла по десятибалльной шкале. На сайте Metacritic фильм имеет рейтинг в 71 балл основанный на отзывах 29 критиков, а на IMDb его оценка составляет 7.9 балла. Роджер Эберт дал фильму три с половиной звезды из четырёх. 

## Награды и номинации
| Награды и номинации | Награды и номинации                    | Награды и номинации                              | Награды и номинации             | Награды и номинации |
| Год                 | Награда                                | Категория                                        | Номинант                        | Результат           |
| ------------------- | -------------------------------------- | ------------------------------------------------ | ------------------------------- | ------------------- |
| 2014                | Премия «Оскар»                         | Лучший фильм на иностранном языке                | «Разомкнутый круг»              | Номинация           |
| 2014                | Премия «Сезар»                         | Лучший фильм на иностранном языке                | «Разомкнутый круг»              | Победа              |
| 2013                | Премия Европейской киноакадемии        | Лучший фильм                                     | «Разомкнутый круг»              | Номинация           |
| 2013                | Премия Европейской киноакадемии        | Лучший режиссёр                                  | Феликс Ван Грунгинен            | Номинация           |
| 2013                | Премия Европейской киноакадемии        | Лучшая актриса                                   | Верле Батенс                    | Победа              |
| 2013                | Премия Европейской киноакадемии        | Лучший актёр                                     | Йохан Хелденберг                | Номинация           |
| 2013                | Премия Европейской киноакадемии        | Лучший сценарист                                 | Карл Йос и Феликс Ван Грунгинен | Номинация           |
| 2013                | Премия Европейской киноакадемии        | Приз зрительских симпатий                        | «Разомкнутый круг»              | Номинация           |
| 2013                | Берлинский международный кинофестиваль | Приз зрительских симпатий в программе «Панорама» | «Разомкнутый круг»              | Победа              |
| 2013                | Трайбека                               | Лучшая актриса                                   | Верле Батенс                    | Победа              |
| 2013                | Трайбека                               | Лучший сценарий                                  | Карл Йос и Феликс Ван Грунинген | Победа              |
| 2013                | Ассоциация кинокритиков Вашингтона     | Лучший фильм на иностранном языке                | «Разомкнутый круг»              | Победа              |

## Саундтрек
«Разомкнутый круг: Оригинальный саундтрек к фильму» был выпущен 23 ноября 2012 года. Большая часть песен в фильме была исполнена самими актёрами.
| №                   | Название                             | Исполнитель                                | Длительность |
| ------------------- | ------------------------------------ | ------------------------------------------ | ------------ |
| 1.                  | «Will The Circle Be Unbroken»        | The Broken Circle Breakdown Bluegrass Band | 2:08         |
| 2.                  | «The Boy Who Wouldn't Hoe Corn»      | The Broken Circle Breakdown Bluegrass Band | 4:21         |
| 3.                  | «Dusty Mixed Feelings»               | Бьорн Эрикссон                             | 0:57         |
| 4.                  | «Wayfaring Stranger»                 | The Broken Circle Breakdown Bluegrass Band | 2:51         |
| 5.                  | «Rueben's Train»                     | The Broken Circle Breakdown Bluegrass Band | 3:21         |
| 6.                  | «Country In My Genes»                | The Broken Circle Breakdown Bluegrass Band | 3:32         |
| 7.                  | «Further On Up The Road»             | The Broken Circle Breakdown Bluegrass Band | 3:42         |
| 8.                  | «Where Are You Heading, Tumbleweed?» | Бьорн Эрикссон                             | 1:51         |
| 9.                  | «Over In The Gloryland»              | The Broken Circle Breakdown Bluegrass Band | 1:56         |
| 10.                 | «Cowboy Man»                         | The Broken Circle Breakdown Bluegrass Band | 2:31         |
| 11.                 | «If I Needed You»                    | The Broken Circle Breakdown Bluegrass Band | 3:05         |
| 12.                 | «Carved Tree Inn»                    | Бьорн Эрикссон                             | 1:01         |
| 13.                 | «Sandmountain»                       | The Broken Circle Breakdown Bluegrass Band | 3:31         |
| 14.                 | «Sister Rosetta Goes Before Us»      | The Broken Circle Breakdown Bluegrass Band | 3:16         |
| 15.                 | «Blackberry Blossom»                 | The Broken Circle Breakdown Bluegrass Band | 2:24         |
| Общая длительность: | Общая длительность:                  | Общая длительность:                        | 40:27        |